# برزگارد بای پایشر
برزگارد بای پایشر (به آلمانی: Bresegard bei Picher) یک شهر در آلمان است که در لودویگسلوست-پارشیم واقع شده‌است. برزگارد بای پایشر ۳۵۴ نفر جمعیت دارد.